# آرشیل گورکی
وستانیک مانوک آدویان (به ارمنی: Ոստանիկ Մանուկ Ատոյեան) معروف به آرشیل گورکی (به ارمنی: Արշիլ Գորկի)-(زاده ۱۹۰۴ روستای خورکوم - درگذشته ۱۹۴۸ شرمن، کنتیکت) نقاش ارمنی بود.